# Jura Museum
Jura Museum är ett naturhistoriskt museum beläget i Eichstätt, Tyskland, och har en bred utställning av fossila arter från juraperioden. Fossilen har hittats i gruvan Solnhofen, omfattande marina reptiler, flygödlor, och ett exemplar av den tidigaste fågeln Archaeopteryx. Det senaste fyndet som museet har skaffat är ett väl bevarat skelett av en Juravenator. 
Museet har även ett akvarium med tropiska fiskar.